# Canoa/kayak ai Giochi panamericani
Le gare di Canoa/kayak apparvero per la prima volta ai Giochi Panamericani nell'edizione del 1987. A Toronto 2015 è stata inserita nel programma, per la prima volta nella storia dei Giochi, la canoa slalom, l'unica disciplina olimpica che non si era mai disputata ai panamericani.

## Medagliere storico
Aggiornato all'edizione 2019
| Pos.  | Nazione     |     |     |     | Totale |
| ----- | ----------- | --- | --- | --- | ------ |
| 1     | Cuba        | 38  | 24  | 17  | 79     |
| 2     | Stati Uniti | 28  | 18  | 12  | 58     |
| 3     | Canada      | 26  | 31  | 26  | 83     |
| 4     | Argentina   | 12  | 17  | 23  | 52     |
| 5     | Brasile     | 10  | 15  | 19  | 44     |
| 6     | Messico     | 7   | 10  | 19  | 36     |
| 7     | Ecuador     | 1   | 2   | 1   | 4      |
| 8     | Cile        | 0   | 4   | 1   | 5      |
| 9     | Venezuela   | 0   | 1   | 4   | 5      |
| 10    | Uruguay     | 0   | 0   | 1   | 1      |
| Total | Total       | 122 | 122 | 123 | 367    |